# Bogdan Lobonț
Bogdan Ionuț Lobonț (* 18. Januar 1978 in Hunedoara) ist ein ehemaliger rumänischer Fußballtorhüter. Er nahm an den Fußball-Europameisterschaften 2000 und 2008 teil.

## Karriere

### Verein

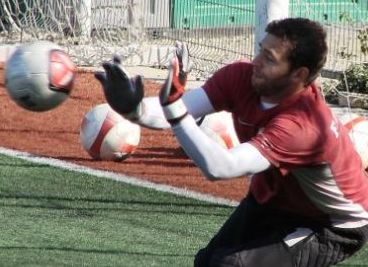
Bogdan Lobonț im Training (2007)

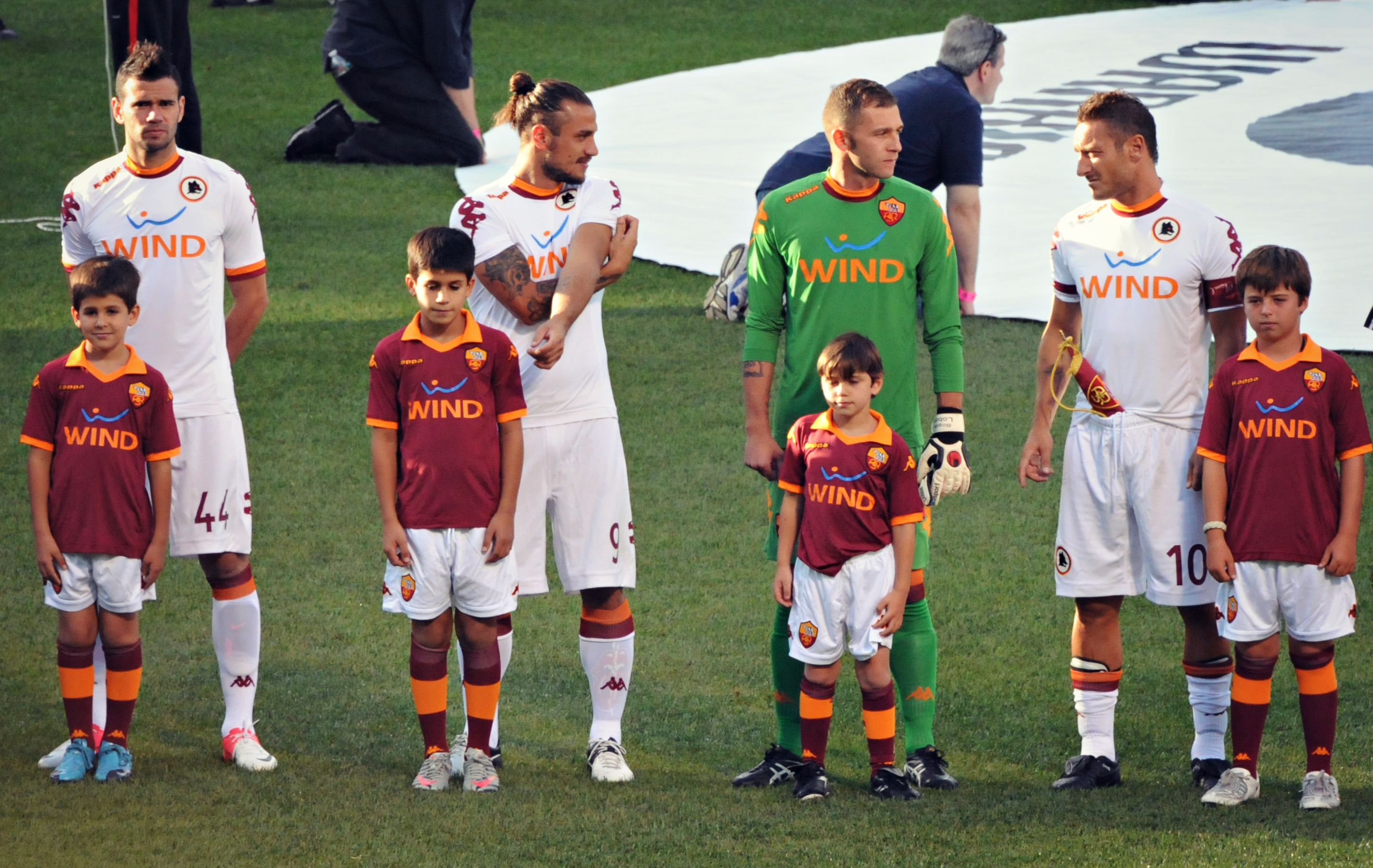
Castán, Osvaldo, Lobonț und Totti (2012)

Bogdan Lobonț startete seine Karriere bei seinem Heimatverein Corvinul Hunedoara, als er zu Beginn der Saison 1995/96 in die erste Mannschaft aufrückte, die seinerzeit in der zweitklassigen Divizia B spielte. Nachdem er sich im Laufe der Saison einen Stammplatz erobern konnte und seine Leistung im darauffolgenden Jahr bestätigte, wechselte er im Jahr 1997 zum rumänischen Spitzenklub Rapid Bukarest. Sein Debüt in der Divizia A gab er am 2. August 1997. Auch bei Rapid eroberte er sich sofort einen Stammplatz und gewann im Jahr 1998 den rumänischen Pokal sowie in der Saison 1998/99 die rumänische Meisterschaft.
In der Winterpause 1999/00 verließ Lobonț Rapid und wechselte für eine Ablösesumme von drei Millionen Euro zu Ajax Amsterdam in die holländische Ehrendivision. Bei Ajax konnte sich Lobonț aber aufgrund von Verletzungen und fehlender Erfahrung nicht durchsetzen, so dass er für die Rückrunde der Saison 2001/02 an Dinamo Bukarest ausgeliehen wurde, wo er erneut die rumänische Meisterschaft gewann. Nach der Rückkehr zu Ajax gelang ihm dort während der Saison 2002/03 der Sprung zum Stammspieler und 2004 schließlich der Gewinn der holländischen Meisterschaft.
Nachdem er 2004 seinen Stammplatz aufgrund einer Verletzung verloren hatte und fortan nicht mehr zum Einsatz gekommen war, wechselte Lobonț in der Winterpause 2005/06 als Ersatz für den verletzten Sébastien Frey für 1,5 Millionen Euro zum AC Florenz, wurde aber vom wiedergenesenen Frey in der Saison 2006/07 wieder verdrängt. Daraufhin schloss sich Lobonț für eine Ablöse von 1,1 Millionen Euro in der Winterpause 2006/07 Dinamo Bukarest an, wo er im Jahr 2007 erneut rumänischer Meister wurde.
Im August 2009 verließ er schließlich seine rumänische Heimat wieder und wurde für 800.000 € vom italienischen Spitzenklub AS Rom verpflichtet. Dort war er hinter den beiden Brasilianern Júlio Sérgio Bertagnoli und Doni allerdings nur die Nummer drei und kam 2009/10 nur auf drei Pflichtspieleinsätze: den Ersten bestritt er am 7. Spieltag der Serie A gegen den SSC Neapel, als er für den verletzten Júlio Sérgio eingewechselt wurde, und auch im Januar kam er gegen Chievo Verona noch einmal wegen einer Roten Karte für Doni ins Tor. Seine einzige Partie über 90 Minuten absolvierte Lobonț beim bedeutungslosen 3:0-Sieg am letzten Gruppenspieltag der UEFA Europa League bei ZSKA Sofia.
Im August 2010 stand der Rumäne im Superpokal gegen Inter Mailand auf dem Feld, das Spiel wurde allerdings 1:3 verloren. Nachdem sich Júlio Sérgio Ende September 2010 am Knöchel verletzt hatte, erhielt Lobonț den Vorzug vor Doni und rückte beim 1:0 gegen Inter Mailand ins Tor und vertrat den Brasilianer bis zu dessen Rückkehr Ende Oktober in insgesamt sechs Partien. Auch im Dezember vertrat er Sérgio, der wegen muskulärer Probleme ausfiel, in zwei Spielen. Doch als Sérgio zeitweise auch in der Rückserie nicht auflaufen konnte, kam nicht mehr der Rumäne, sondern Doni als Ersatz zum Einsatz. Erst am letzten Spieltag der Serie A beim 3:1 gegen Sampdoria Genua wurde Lobonț noch einmal eingesetzt. 
Zur Saison 2011/12 verließen die beiden Brasilianer die Roma und der Niederländer Maarten Stekelenburg wurde als neue Nummer eins verpflichtet. Hinter ihm ist Lobonț jetzt die Nummer zwei. Als sich Stekelenburg am 17. September beim 0:0 gegen Inter Mailand eine Gehirnerschütterung zuzog, wurde der Rumäne eingewechselt und bestritt auch die folgenden drei Ligaspiele bis zu Stekelenburgs Rückkehr, wobei der AS Rom ungeschlagen blieb und nur zwei Gegentreffer hinnehmen musste.

### Nationalmannschaft
Lobonț bestritt 86 Spiele für die rumänische Fußballnationalmannschaft. Sein Debüt gab er am 2. September 1998 gegen Liechtenstein. Nationaltrainer Emerich Jenei nominierte ihn zwar für die Fußball-Europameisterschaft 2000 in Belgien und den Niederlanden, baute aber auf Bogdan Stelea, so dass Lobonț nicht zum Einsatz kam. Seit 2002 ist Lobonț Stammtorhüter der Nationalmannschaft. Bei der EM 2008 in Österreich und der Schweiz galt er als einer der besten Torhüter des Turniers, konnte aber das knappe rumänische Ausscheiden nach der Vorrunde nicht verhindern. Seit der EM ist er allerdings nicht mehr die unumstrittene Nummer eins im Tor der Rumänen und wechselte sich zunächst mit Ciprian Tătărușanu und Costel Pantilimon ab.
Nachdem er eineinhalb Jahre lang nicht mehr berücksichtigt worden war, kehrte Lobonț im Mai 2012 in die Nationalmannschaft zurück.

## Erfolge
- EM-Teilnehmer: 2000 (Ersatzspieler), 2008
- Rumänischer Meister: 1999, 2002, 2007
- Rumänischer Pokalsieger: 1998
- Rumänischer Supercupsieger: 1999
- Niederländischer Meister: 2004
- Italienischer Vizemeister: 2013/14, 2014/15, 2016/17